# Forschungsreaktor Ewa
Der Forschungsreaktor Ewa (Abkürzung für Experimentaler, Wasser und Atomarer – Eksperymentalny, Wodny, Atomowy, Eve Curie) war der erste Forschungsreaktor in Polen und befand sich im Institut für Atomenergie (Instytut Energii Atomowej) in Otwocker Stadtteil Świerk.

## Reaktor
1958 wurde der Reaktor im Institut für Kernforschung in Świerk in Betrieb genommen. Der Reaktor war die Grundlage für neue wissenschaftliche und technologische Entwicklungen in Polen. Die Neutronenstrahlen aus dem Reaktor wurden seit 30 Jahren zu verschiedenen Zwecken verwendet. Radioaktive Isotope, hergestellt durch Bestrahlung im Reaktorkern, sind die Grundlage für die Entwicklung von nuklearen Techniken, die medizinische Therapie und Diagnose, industrielle Anwendungen sowie wissenschaftliche Forschung. Die Nuklearphysik- und Ingenieurwissenschaften sowie die nukleare Elektronik wurden in Polen mit Hilfe des Reaktors Ewa entwickelt. Die ursprüngliche Leistung des Reaktors wurde durch eine Modernisierung von 2 MW auf 10 MW erhöht. Der Eigentümer ist das Institute of Atomic Energy. Der Baubeginn war am 1. Januar 1955. Am 14. Juni 1958 wurde der Reaktor in Betrieb genommen. Am 24. Februar 1995 wurde er abgeschaltet. Der leichtwassermoderierte und leichtwassergekühlte Reaktor war vom Typ TANK WWR vom sowjetischen Typ WWR-S, er wurde ursprünglich mit auf 10 % angereichertem Uran betrieben und hatte eine thermische Leistung von 10.000 kW. Das spaltbare Material sowie das angereicherte Uran stammte aus Russland.

## Daten des Reaktors
Der Reaktor Ewa hatte folgende Daten:
| Reaktor | Reaktortyp | thermische Leistung | Baubeginn  | Betriebsaufnahme | Stilllegung |
| ------- | ---------- | ------------------- | ---------- | ---------------- | ----------- |
| EWA     | TANK WWR   | 10.000 kWt          | 01.01.1955 | 14.06.1958       | 24.02.1995  |